# Keť
Keť – wieś (obec) na Słowacji położona w kraju nitrzańskim, w powiecie Levice. Pierwsze wzmianki o miejscowości pochodzą z roku 1308. 
Według danych z dnia 31 grudnia 2012, wieś zamieszkiwało 657 osób, w tym 367 kobiet i 290 mężczyzn.
W 2001 roku rozkład populacji względem narodowości i przynależności etnicznej wyglądał następująco:
- Słowacy – 6,4%
- Czesi – 0,43%
- Węgrzy – 93,17%

Ze względu na wyznawaną religię struktura mieszkańców kształtowała się w 2001 roku następująco:
- Katolicy rzymscy – 41,11%
- Grekokatolicy – 0,71%
- Ewangelicy – 1%
- Ateiści – 1,99%